# التشابه بين موسى وكريشنا

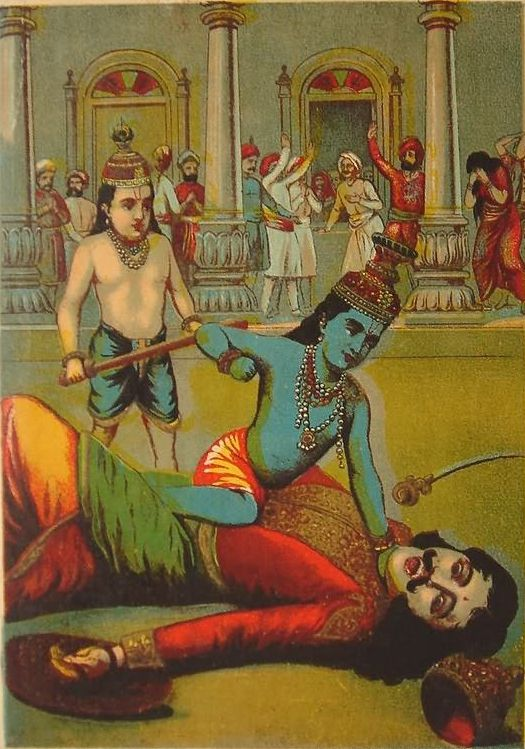
كريشنا يقتل البرونزية.

على الرغم من أن النبي الإبراهيمي موسى والصورة الرمزية الهندوسية كريشنا هي شخصيات مهمة في ديانتين مختلفتين، إلا أن العلماء أشاروا إلى العديد من أوجه التشابه المهمة بين سيرتهم الذاتية. وعلى هذا الأساس يزعم الكثيرون أن الريجفيدا منسوخة من التوراة.

## التشابه

### اسم
كريشنا وموسى كلاهما معنى الكلمة أسود.

### عيد ميلاد كريشنا جانماشتامي وموسى
```
ولد كريشنا في اليوم الثامن من الشهر الخامس في التقويم الهندوسي، وولد موسى في اليوم السابع من الشهر السادس العبري.   يحتفل كل من الهندوس واليهود بعيد ميلاد كريشنا وموسى.
[
2
]
```

### فرعون - موسى وكريشنا - كانسا
كلاهما ولدا في زمن مشؤوم. استعبد الملك كانسا شعب ماثورا واستعبد الفرعون سيتي العبرانيين في مصر.
تنبأ فرعون وكانسا أن المنقذ سيهزمهم. قيل لكامسا أن ابن أخيه الثامن سيقتله، فسجن أخته ديفاكي وزوجها فاسوديفا وقتل جميع الأطفال الذين أنجبتهم ديفاكي. وقيل لسيتي أن طفلاً عبرانياً سوف يكبر ويقوم ضده ويحرر العبرانيين، فأمر بقتل كل ولد عبراني حديث الولادة.
كان لموسى وكريشنا علاقات مع أعداء فرعون وكامسا العظماء. كانسا هو عم كريشنا وكان رمسيس هو شقيق موسى بالتبني. سيتي كان والد موسى بالتبني.
كان لكريشنا وموسى علاقة مع الله أو إله آخر. كان كريشنا تجسيدًا للورد فيشنو. كان لدى كريشنا أخ اسمه بالاراما والذي كان أيضًا تجسيدًا لفيشنو. كان الله مع موسى طوال حياته وحماه من النهر وتيهه. التقى موسى بالله على الجبل وأمر الله موسى بالعودة إلى مصر لتحرير العبرانيين.
عند ولادتهم، كان على والديهم أن يأخذوهم إلى المنزل إلى النهر حيث سيكونون آمنين من خصومهم. قام فاسوديفا بتحميل كريشنا في سلة وعبر نهر يامونا إلى قرية جوكولا حيث يعيش رعاة البقر. أصبح كريشنا ابنًا لياشودا وناندا هناك. وضع يوشيفيد موسى في سلة في النيل وطفت السلة إلى القصر حيث أصبح موسى ابن الملكة توا والفرعون سيتي.
بعد أن تم نفي موسى من مصر بسبب إساءة معاملة عبد عبراني مصري وقتله، عاش في مديان حيث أصبح راعيًا. قضى كريشنا طفولته بأكملها في جوكولا حيث قام الناس بتربية الماشية.
بينما ولد موسى لعبد عبراني، فقد نشأ على يد ملوك مصر. ولد كريشنا في عائلة ملكية أسيرة ونشأ على يد القرويين.
وبعد مرور بعض الوقت، كان على موسى وكريشنا العودة إلى مسقط رأسهما لتحرير شعبهما. أخبر آل أكراس الذين عاشوا في قصر ماثورا كريشنا وبالاراما عن طغيان والديهم وقسوة كامسا. وهذا ما أعطاهم العزم على مغادرة المنزل. قال الله لموسى أن يعود إلى مصر ليحرر العبرانيين وسيكون بجانبه ليُظهر لمصر كل عجائبه. وقد أعطاه هذا العزم على مغادرة مديان بعد سنوات من الاختباء.
يواجه كريشنا عمه بعد قتال مصارعيه في ساحة ضخمة. كريشنا يهزم عمه وينهي طغيانه ويحرر شعب ماثورا ووالديه. حاول موسى إقناع رعمسيس بتغيير رأيه من خلال إظهار علامة من الله له: تحويل عصاه إلى حية وعشر ضربات. بعد الضربة العاشرة، سمح رمسيس أخيرًا للعبرانيين بالتحرر.

### أورشليم موسى وداركا كريشنا
وبعد هزيمة فرعون، عبر موسى البحر الأحمر ووصل إلى القدس، واستقر كريشنا في دواركا، وهو مكان تم إنشاؤه بإزالة مياه البحر بعد قتل عمه كامسا.

### أتباع موسى وأتباع كريشنا
وكان أتباع موسى هم بني إسرائيل وأتباع كريشنا هم عشيرة يادو. كلاهما كانا في صراع مع بعضهما البعض.